# Air Supply
Air Supply is een Australisch softrockduo, bestaande uit gitarist-singer-songwriter Graham Russell en zanger Russell Hitchcock. Het duo scoorde wereldwijd meerdere hits, waaronder acht top 10-hits in de Verenigde Staten gedurende de jaren 80. Tot hun bekendste hits behoren All Out of Love en Making Love Out of Nothing at All.

## Geschiedenis

### Jaren 70
Air Supply werd opgericht in mei 1975 door Chrissie Hammond, Russell Hitchcock en Graham Russell. De drie leerden elkaar kennen toen ze optraden in de Australische productie van de musical Jesus Christ Superstar.
Niet lang na de oprichting verliet Hammond de groep alweer om Cheetah op te richten. Jeremy Paul nam zijn plaats over als basgitarist. De eerste single van de groep, Love and Other Bruises, kwam uit in 1976 en haalde in januari 1977 de zesde plaats op Kent Music Report. Eveneens in 1976 verscheen het eerste album van de band; Air Supply. Deze haalde de 17e plaats op Kent Music Report Albumlijst en kreeg binnen Australië de positie van goud. Aan het album werkten naast Hitchcock, Paul en Russell ook drummer Jeff Browne, gitarist Mark McEntee, en keyboardspeler Adrian Scott mee. Andere singles van het album waren If You Knew Me, Empty Pages en Feel the Breeze.
Het tweede album, The Whole Thing's Started, kwam uit in juli 1977. White werd voor dit album vervangen door Rex Goh. Dit album bracht de singles Do What You Do (juni), That's How the Whole Thing Started (oktober) en Do It Again (februari 1978) voort. Noch het album, noch de singles haalden de top 40. Eind 1977 vergezelde de groep Rod Stewart tijdens zijn tournee door Australië, Canada en de Verenigde Staten. Tijdens deze tournee bracht Air Supply haar derde album uit via Columbia Records; Love & Other Bruises.
Ondanks dat hun muziek redelijk succesvol was, verdiende Air Supply er niet veel aan. In 1978 was de formatie van Air Supply veranderd naar Hitchcock en Russell, met Ralph Cooper, Brian Hamilton en David Moyse. In april 1979 kwam het album Life Support uit. Dit album bevatte de sinlge Lost in Love, welke de aandacht trok van Arista Records.

### Jaren 80
In januari 1980 werd een remix van Lost in Love internationaal uitgebracht, en haalde de derde plaats in de Billboard Hot 100. Het bijbehorende album Lost in Love verscheen in maart. Andere succesvolle singles van het album waren Every Woman in the World (No. 5) en All Out of Love (No. 2). Beide singles haalden tevens de top 10 in Australië, en All Out of Love de 17e plaats in de Nederlandse hitlijsten.
In 1981 bracht Air Supply het album The One That You Love uit, samen met de gelijknamige single. Deze single haalde de eerste plaats in de Billboard Hot 100. Het album bevatte ook twee andere hits: Here I Am (Just When I Thought I Was Over You) en Sweet Dreams. Een vierde single, I'll Never Get Enough, werd een hit in Japan.
In 1982 volgde het album Now And Forever, met daarop de top 10-hit Even the Nights Are Better en de top 40-singles Young Love en Two Less Lonely People in the World.
In 1983 bracht de groep haar album Greatest Hits uit, met een nieuwe single: Making Love out of Nothing at All. Dit werd een van hun grootste hits ooit. Er werden 5 miljoen exemplaren van verkocht.
In 1987 namen Russell en Hitchcock nog een kerstalbum op alvorens te besluiten even pauze te nemen.

### Jaren 90

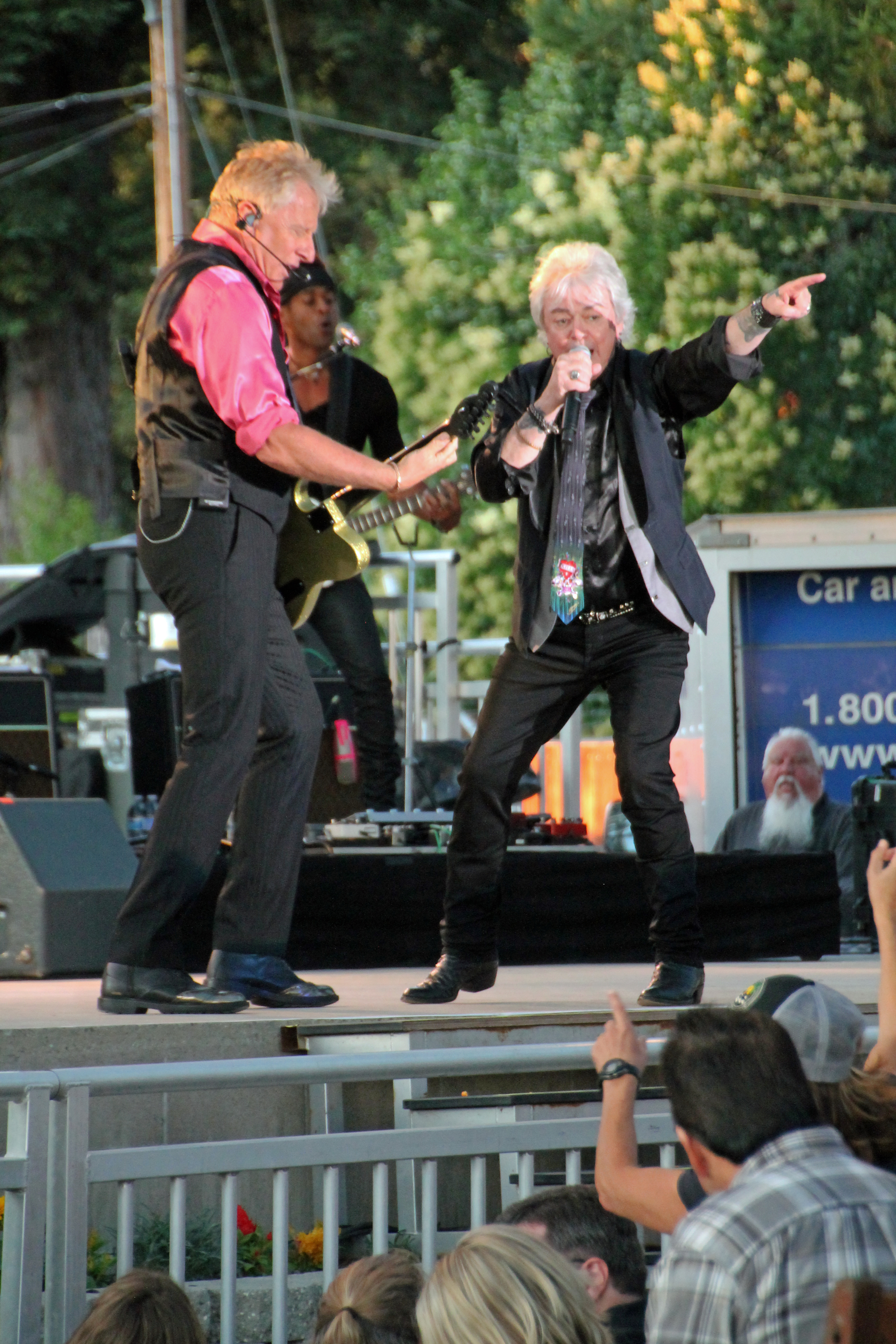
Air Supply (2015)

21 augustus 1989 keerde Ralph Cooper terug bij Air Supply. In deze samenstelling nam Air Supply het album The Earth Is op, deze werd in 1991 uitgebracht door Warner Bros. Records. Op dit album stond de hit Without You, samen met de singles Stronger Than the Night en Stop the Tears.
Het album werd gevolgd door The Vanishing Race in 1993, met de bijbehorende single Goodbye. Dit nummer werd vooral populair in Azië. Het succes leidde tot een nieuwe wereldtournee in 1993.
Air Supply’s derde album van de jaren 90 werd News from Nowhere, uitgebracht in 1995.

### 2000 en verder
Air Supply trad vanaf 2000 nog geregeld op in Azië en de Verenigde Staten. In 2005 werd een live-cd/dvd uitgebracht. Tevens mocht Air Supply dat jaar optreden in Havana, Cuba, en was daarmee de eerste buitenlandse band die hiervoor uitgenodigd werd.
Nummers van Air Supply zijn te horen in de films Mr. & Mrs. Smith, Click, The Wedding Date en Bad Company.
In 2006 bracht Air Supply haar eerste akoestische album uit; The Singer and the Song. In 2008 eindigde Air Supply op de 83 plek in de Billboard Hot 100's lijst van beste muziekgroepen.

## Discografie

### Albums
| Album met eventuele hitnotering(en) in de Nederlandse Album Top 100 | Datum van verschijnen | Datum van binnenkomst | Hoogste positie | Aantal weken | Opmerkingen |
| ------------------------------------------------------------------- | --------------------- | --------------------- | --------------- | ------------ | ----------- |
| Air Supply                                                          | 1976                  | -                     |                 |              |             |
| The whole thing's started                                           | 1977                  | -                     |                 |              |             |
| Love & other bruises                                                | 1977                  | -                     |                 |              |             |
| Life support                                                        | 1979                  | -                     |                 |              |             |
| Lost in love                                                        | 1980                  | -                     |                 |              |             |
| The one that you love                                               | 1981                  | -                     |                 |              |             |
| Now and forever                                                     | 1982                  | -                     |                 |              |             |
| Air Supply                                                          | 1985                  | -                     |                 |              |             |
| Hearts in motion                                                    | 1986                  | -                     |                 |              |             |
| The Christmas album                                                 | 1987                  | -                     |                 |              |             |
| The earth is...                                                     | 1991                  | -                     |                 |              |             |
| The vanishing race                                                  | 1993                  | -                     |                 |              |             |
| News from nowhere                                                   | 1995                  | -                     |                 |              |             |
| The book of love                                                    | 1997                  | -                     |                 |              |             |
| Yours truly                                                         | 2001                  | -                     |                 |              |             |
| Across the concrete sky                                             | 2003                  | -                     |                 |              |             |
| The singer and the song                                             | 2005                  | -                     |                 |              |             |
| Mumbo jumbo                                                         | 2010                  | -                     |                 |              |             |

### Singles
| Single met eventuele hitnotering(en) in de Nederlandse Top 40 | Datum van verschijnen | Datum van binnenkomst | Hoogste positie | Aantal weken | Opmerkingen                 |
| ------------------------------------------------------------- | --------------------- | --------------------- | --------------- | ------------ | --------------------------- |
| All out of love                                               | 1980                  | 29-11-1980            | 27              | 4            | nr. 31 in de Single Top 100 |

### NPO Radio 2 Top 2000
| Nummer met noteringen in de NPO Radio 2 Top 2000 | '99 | '00 | '01 | '02 | '03 | '04 | '05  | '06  | '07 | '08 | '09  | '10  | '11  |
| ------------------------------------------------ | --- | --- | --- | --- | --- | --- | ---- | ---- | --- | --- | ---- | ---- | ---- |
| All out of Love                                  | 832 | 777 | 825 | 769 | 922 | 894 | 1010 | 1311 | 853 | 953 | 1541 | 1405 | 1672 |

1. ↑  Een vetgedrukt getal geeft de hoogste notering aan.
2. ↑  Deze tabel is bijgewerkt tot en met de laatste editie (2024).